# Kõrkküla (Viru-Nigula)
Kõrkküla is een plaats in de Estlandse gemeente Viru-Nigula, provincie Lääne-Virumaa. De plaats telt 30 inwoners (2021) en heeft de status van dorp (Estisch: küla). Tot in 2017 hoorde de plaats bij de gemeente Aseri. In 2017 ging die gemeente op in de gemeente Viru-Nigula.
De plaats ligt aan de Finse Golf, tegen de grens tussen de provincies Lääne-Virumaa en Ida-Virumaa aan.